# Télécommunications au Mexique

Les télécommunications au Mexique sont organisées autour de six fournisseurs, dont les services sont régulés par la commission fédérale des télécommunications.

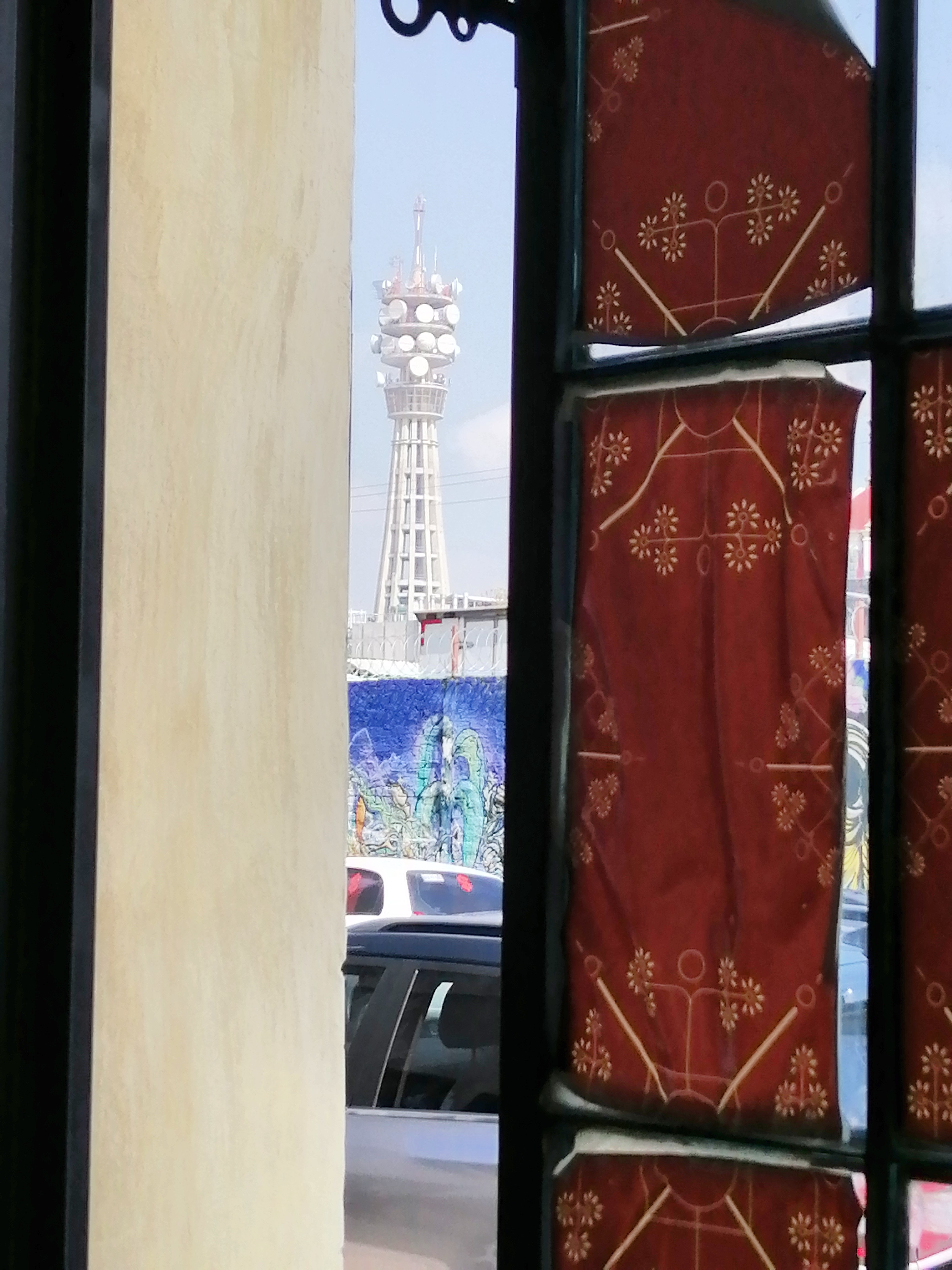
Tour de communication au centre de la ville de Mexico

## Téléphonie fixe
En 2006, il y a 19,861 millions de lignes fixe au Mexique. Il n'y a que deux entreprises : Telmex et Axtel. Depuis 2008 les entreprises de câble (Cablemas, Cablevision, Telecable) ont commencé à donner le service de 3-play : TV, Internet et Téléphonie.

## Téléphonie mobile
Au Mexique, il y a plusieurs techniques de transmission de téléphonie mobile utilisées qui sont :
- analogique en voie de disparition utilisé par Telcel et Iusacell, en perte de vitesse mais encore utilisé par Telcel pour la téléphonie publique rurale,
- PCS/TDMA utilisé par Telcel,
- CDMA utilisé par Iusacell, Telefonica Moviles sur le réseau Pegaso, Unefón,
- iDEN utilisé par Nextel, technologie de « trunking », fonction originale de « Talkie Walkie » entre utilisateurs,
- GSM/GPRS sur le réseau Telcel depuis novembre 2002 et sur le réseau Telefonica Moviles depuis juillet 2003.

En 2006, le Mexique comptait 57,016 millions d'utilisateurs de téléphones mobiles pour 104 millions d'habitants, c'est-à-dire qu'environ 55 % de la population disposait d'un téléphone mobile. Les entreprises qui offrent des services de téléphonie mobile sont: Iusacell-Unefon, Telcel, Movistar (filiale de l'entreprise espagnole Telefónica Móviles), Nextel.
Depuis début juillet 2003 Iusacell a été racheté par Movil Access société de « pager » appartenant au Grupo Salinas qui détient également la société Unefon, en 2007 les deux sociétés ont été fusionnées.

## Entreprises de téléphonie
- Telcel, filiale d'América Móvil (AMX).
- Nextel
- Iusacell
- Movistar, filiale de l'entreprise espagnole Telefónica Móviles.
- Telmex, téléphonie fixé.
- Axtel, téléphonie fixé.

## Internet
En 2007 il avait 22 millions d'utilisateurs. Le code du pays est ".mx".

## Radio
En 2003 il avait 850 AM et 545 FM stations.

## Télévision
Les principales entreprises de télévision sont Televisa et TV Azteca. Il y a 236 stations plus répétiteurs en 1997.

## Organismes publics
La Commission fédérale des télécommunications (Comisión Federal de Telecomunicaciones ou COFETEL) est l'organisme public chargé de la réglementation du secteur des télécommunications.